# Gostuša (Široki Brijeg, BiH)
Gostuša je bivše samostalno naselje s područja današnje općine Široki Brijeg, Federacija BiH, BiH.

## Povijest
Za vrijeme socijalističke BiH ovo je naselje pripojeno naselju Gornji Gradac.